# Kamennomostskij
Kamennomostskij (in lingua russa Каменномостский) è un centro abitato dell'Adighezia, situato nel Majkopskij rajon. La popolazione era di 7.078 abitanti al dicembre 2018. Ci sono 119 strade.